# Sminthopsis granulipes
Sminthopsis granulipes é uma espécie de marsupial da família Dasyuridae.
- Nome Científico: Sminthopsis granulipes (Troughton, 1932)

## Características
Tem um comprimento médio de 12–16 cm, com uma cauda de 5–6 cm e um peso que varia entre os 18-35 gramas. A cauda é freqüentemente inchada de cor marrom na base e branco na ponta.

## Hábitos alimentares
A dieta inclui insetos, como besouros, larvas de aranha, pequenos répteis e anfíbios.

## Características de reprodução
Produz de junho a agosto, com filhotes desmamados em outubro.

## Habitat
Podem ser encontrados em moitas densas, florestas de eucaliptos, vegetação litorânea, pastos e pântanos;

## Distribuição Geográfica
Sudoeste da Austrália Ocidental;